# Вівсянка санта-лусійська
Вівсянка санта-лусійська (Melanospiza richardsoni) — вид горобцеподібних птахів родини саякових (Thraupidae). Ендемік Сент-Люсії.

## Опис
Довжина птаха становить 13-14 см. Виду притаманний статевий диморфізм. Самці мають повністю чорне забарвлення. У самиць верхня частина тіла коричнева, нижня частина тіла охриста, тім'я контрастно-сіре. Дзьоб міцний, чорний, лапи рожеві. Забарвлення молодих птахів подібне до забарвлення самиць.

## Поширення і екологія
Санта-лусійські вівсянки є ендеміками острова Сент-Люсія, одного з Малих Антильських островів. Вони живуть в різноманітних природних середовищах, зокрема в тропічних лісах і на узліссях, на плантаціях і в сухих чагарникових заростях. Зустрічаються на висоті до 800 м над рівнем моря. Віддають перевагу густому підліску гірських тропічних лісів. Живляться насінням, плодами і комахами, шукають їжу на землі. Сезон розмноження триває з квітня по червень.

## Збереження
МСОП класифікує цей вид як такий, що перебуває під загрозою зникнення. За оцінками дослідників. популяція санта-лусійських вівсянок становить від 350 до 1500 м над рівнем моря. Їм загрожує знищення природного середовища, а також хижацтво інтродукованих мангустів, щурів і диких свиней.